# 密叶飞蛾藤
密叶飞蛾藤（学名：Porana confertifolia）为旋花科飞蛾藤属的植物。分布在中国大陆的四川等地，生长于海拔1,100米的地区，多生长于溪边，目前尚未由人工引种栽培。